# Lilla Beddinge Teater
Lilla Beddinge Teater är en musikteater i Lilla Beddinge i södra Skåne, grundad år 2015.
Lilla Beddinge Teater startades och drivs av konstnärlige ledaren och regissören Rasmus Mononen och en stor mängd lokala entusiaster och medverkande i en stor lada vid Sånarp gård vid byn Lilla Beddinge på Söderslätt. Förutom en årlig större musikteaterproduktion varje sommar arrangerar man även teater- och dansskola och andra aktiviteter under året. Verksamheten drivs till stor del av ideella lokala krafter via föreningen Tusen myror. För sin verksamhet och produktionen av musikalen Dåliga mänskor tilldelades teatern 2017 Medeapriset som "Årets förnyare". Dåliga mänskor turnerar även i Skåne under våren 2018.

## Produktioner
- 2015 – De 39 stegen
- 2016 – Tills döden skiljer oss åt
- 2017 – Dåliga mänskor (även turné 2018)
- 2018 – Stinsen brinner
- 2019 - Min vän facisten
- 2020 -
- 2021 - Julia Capulet
- 2022 - The play that goes wrong
- 2023 - Sweeney Todd
- 2024 - Pippin